# جامعه گیاهی

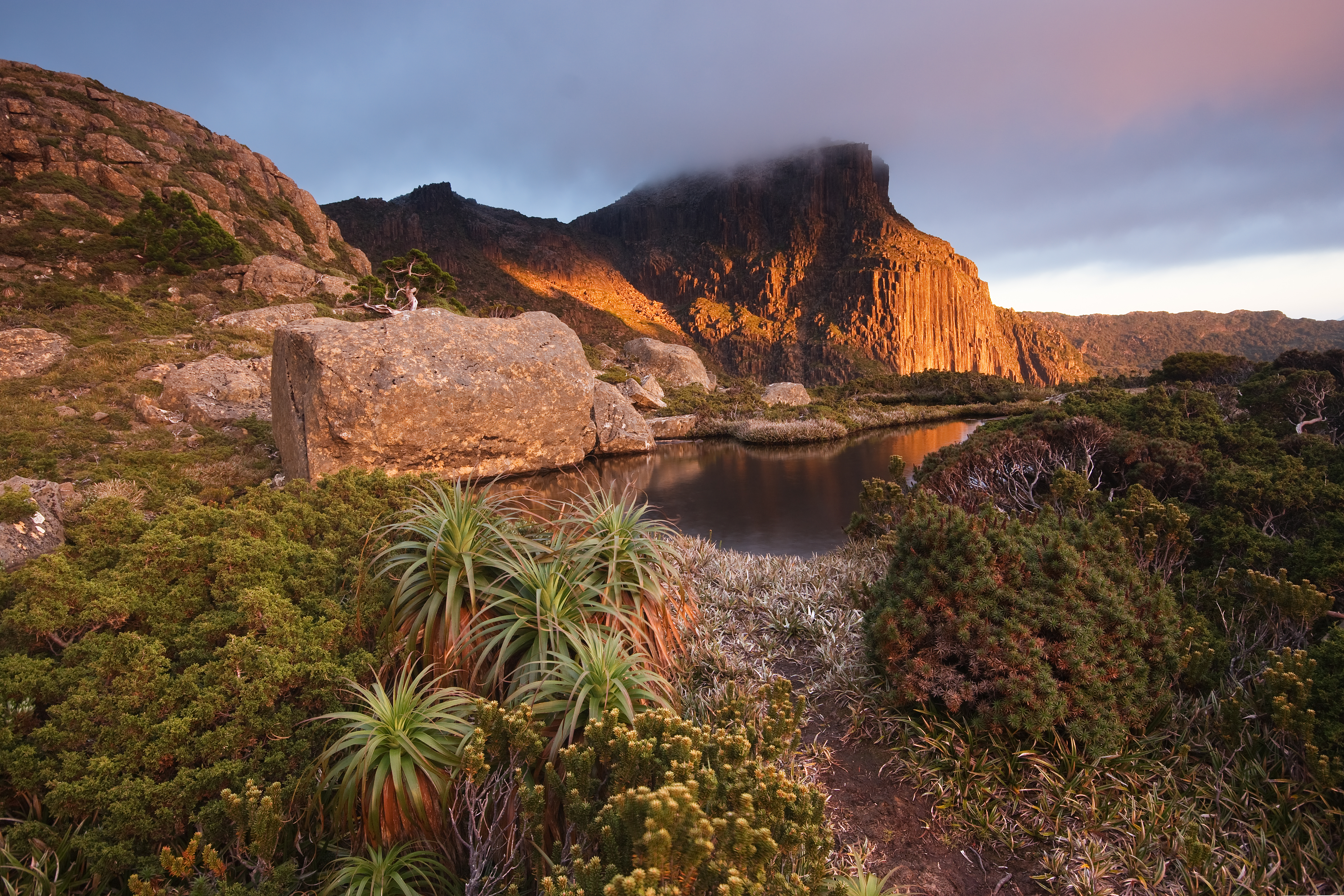
جامعه گیاهی نزدیک کمپ های‌شلف کوه آنه، تاسمانی، استرالیا

جامعه گیاهی یا هامه گیاهی (گاهی فیتوسنوز) مجموعه یا جمعی از گونه‌های گیاهی در یک مکان جغرافیایی مشخص شده هستند که قطعهٔ واحدی را تشکیل می‌دهند که از قطعات انواع مختلف گیاهان مناطق نزدیک و همسایه قابل تشخیص هستند. اجزای هر جامعه گیاهی تحت تأثیر نوع خاک، توپوگرافی، شرایط آب و هوا و مزاحمت‌های انسان قرار دارند. در بسیاری از موارد، چند نوع خاک در یک فیتوسنوز مشخص وجود دارد.